# Brasiliens Grand Prix 1993
Brasiliens Grand Prix 1993 var det andra av 16 lopp ingående i formel 1-VM 1993.

## Resultat
1. Ayrton Senna, McLaren-Ford, 10 poäng
2. Damon Hill, Williams-Renault, 6
3. Michael Schumacher, Benetton-Ford, 4
4. Johnny Herbert, Lotus-Ford, 3
5. Mark Blundell, Ligier-Renault, 2
6. Alessandro Zanardi, Lotus-Ford, 1
7. Philippe Alliot, Larrousse-Lamborghini
8. Jean Alesi, Ferrari
9. Derek Warwick, Footwork-Mugen Honda
10. Erik Comas, Larrousse-Lamborghini
11. Michele Alboreto, BMS Scuderia Italia (Lola-Ferrari)
12. Luca Badoer, BMS Scuderia Italia (Lola-Ferrari)

### Förare som bröt loppet
- Karl Wendlinger, Sauber (varv 61, motor)
- JJ Lehto, Sauber (52, elsystem)
- Andrea de Cesaris, Tyrrell-Yamaha (48, bränslesystem)
- Alain Prost, Williams-Renault (29, kollision)
- Christian Fittipaldi, Minardi-Ford (28, kollision)
- Aguri Suzuki, Footwork-Mugen Honda (27, snurrade av)
- Ukyo Katayama, Tyrrell-Yamaha (26, snurrade av)
- Rubens Barrichello, Jordan-Hart (13, växellåda)
- Riccardo Patrese, Benetton-Ford (3, upphängning)
- Michael Andretti, McLaren-Ford (0, kollision)
- Gerhard Berger, Ferrari (0, kollision)
- Martin Brundle, Ligier-Renault (0, kollision)
- Fabrizio Barbazza, Minardi-Ford (0, kollision)

### Förare som ej kvalificerade sig
- Ivan Capelli, Jordan-Hart

## VM-ställning
| Förarmästerskapet 1. Ayrton Senna, McLaren-Ford, 16 2. Alain Prost, Williams-Renault, 10 3. Mark Blundell, Ligier-Renault, 6 Damon Hill, Williams-Renault, 6 | Konstruktörsmästerskapet 1. McLaren-Ford, 16 Williams-Renault, 16 2. Ligier-Renault, 6 |